# Klara sjö
Klara sjö – kanał wodny znajdujący się w centrum Sztokholmu w Szwecji. Oddziela wyspę Kungsholmen od północnej dzielnicy Norrmalm oraz łączy zatokę Barnhusviken z Riddarfjärden. Nad kanałem rozciągają się cztery mosty – Stadshusbron, Klarabergsviadukten, Kungsbron i Blekholmsbron. W jego pobliżu znajduje się kilka budynków, w tym m.in. ratusz w Sztokholmie. 